# Восканян, Гагик Шаваршевич
Га́гик Шава́ршевич Восканя́н (арм. Գագիկ Շավարշի Ոսկանյան, 30 мая 1950 — Сисиан) — армянский государственный деятель.
- 1967—1972 — учился в Армянском сельскохозяйственном институте. Инженер-технолог.
- 1972—1973 — служба в Советской армии.
- 1973—1974 — работал инженером-конструктором в Сисианском филиале ПО «Армэлектросвет».
- 1974—1978 — второй секретарь Сисианского районного комитета ЛКСМ Армянской ССР.
- 1978—1985 — начальник смены, главный технолог, секретарь парткома Ереванского консервного завода.
- 1985—1990 — инструктор сельскохозяйственного отдела ЦК КПА.
- 1990—1995 — главный инженер, первый заместитель директора ПО «Армконсерв».
- 1997—1999 — представитель американского офиса по торговому развитию с Арменией.
- 30 мая 1999 — избран депутатом парламента. Член постоянной комиссии по финансово-кредитным, бюджетным и экономическим вопросам. Секретарь фракции «Единство».
- 2002—2007 — председатель контрольной палаты Армении.
- с 2007 — член совета контрольной палаты Армении.